# Midland (Maryland)
Midland és una població dels Estats Units a l'estat de Maryland. Segons el cens del 2000 tenia 727 habitants.

## Demografia
Segons el cens del 2000, Midland tenia 473 habitants, 189 habitatges, i 123 famílies. La densitat de població era de 961,2 habitants per km².
Dels 189 habitatges en un 26,5% hi vivien nens de menys de 18 anys, en un 52,9% hi vivien parelles casades, en un 10,6% dones solteres, i en un 34,4% no eren unitats familiars. En el 30,7% dels habitatges hi vivien persones soles el 20,6% de les quals corresponia a persones de 65 anys o més que vivien soles. El nombre mitjà de persones vivint en cada habitatge era de 2,49 i el nombre mitjà de persones que vivien en cada família era de 3,1.
Per edats la població es repartia de la següent manera: un 20,9% tenia menys de 18 anys, un 11,4% entre 18 i 24, un 24,7% entre 25 i 44, un 25,4% de 45 a 60 i un 17,5% 65 anys o més.
L'edat mediana era de 40 anys. Per cada 100 dones de 18 o més anys hi havia 84,2 homes.
La renda mediana per habitatge era de 32.404 $ i la renda mediana per família de 37.500 $. Els homes tenien una renda mediana de 26.750 $ mentre que les dones 22.115 $. La renda per capita de la població era de 19.318 $. Entorn del 6,2% de les famílies i el 8,1% de la població estaven per davall del llindar de pobresa.

## Poblacions més properes
El següent diagrama mostra les poblacions més properes.